# Халіна Реїн
Халіна Реїн (10 листопада 1975) — нідерландська актриса, письменниця та режисерка, відома своїми ролями в театрі та кіно, а також режисерськими роботами.

## Ранні роки та початок кар'єри
Халіна Реїн народилася 10 листопада 1975 року в Амстердамі, Нідерланди. Вона навчалася в Амстердамській театральній школі, яку закінчила в 1998 році. Після закінчення навчання вона почала працювати в театральній трупі Toneelgroep Amsterdam, де швидко стала однією з провідних актрис.

## Акторська кар'єра
Реїн зіграла безліч ролей у театрі, кіно та на телебаченні. Вона відома своїми яскравими та емоційними виступами. Серед її відомих ролей у кіно:
- «Сусас» (2003)
- «Чорна книга» (2006)
- «Валкірія» (2008)
- «Інстинкт» (2019)

## Режисерська кар'єра
У 2019 році Реїн дебютувала як режисерка з фільмом «Інстинкт», який був високо оцінений критиками. У 2022 році вона зняла свій другий фільм «Тіла, тіла, тіла», який також отримав позитивні відгуки.

## Творчість та стиль
Халіна Реїн відома своєю сміливістю та експериментальним підходом до творчості. Її роботи часто досліджують складні теми, такі як сексуальність, влада та ідентичність. Вона також відома своєю співпрацею з іншими митцями, такими як режисер Пол Верховен та актриса Керіс ван Гаутен.

## Особисте життя
Халіна Рейн живе в Амстердамі з чоловіком та двома дітьми.

## Фільмографія
- 2003: «Сусас»
- 2006: «Чорна книга»
- 2008: «Валкірія»
- 2019: «Інстинкт»
- 2022: «Тіла, тіла, тіла»

## Нагороди та номінації
Халіна Рейн була номінована на кілька престижних нагород, включаючи:
- Золотий теля (Нідерландська кінопремія)
- Рембрандтська премія